# 19535 Rowanatkinson
19535 Rowanatkinson (1999 HF3) là một tiểu hành tinh vành đai chính được phát hiện ngày 24 tháng 4 năm 1999 bởi J. Broughton ở Reedy Creek Observatory.